# Ustilentyloma pleuropogonis
Ustilentyloma pleuropogonis är en svampart som beskrevs av Savile 1964. Ustilentyloma pleuropogonis ingår i släktet Ustilentyloma och familjen Ustilentylomataceae.   Inga underarter finns listade i Catalogue of Life.